# Historia LGBT en Israel
Uno de los principales acontecimientos de la historia de la diversidad sexual en Israel fue la legalización de las relaciones homosexuales en 1988. Además en los siguientes años, durante la década de 1990, varias formas de discriminación fueron prohibidas. Se ha centrado un debate en el reconocimiento legal de parejas del mismo sexo y los derechos que ello confiere, incluyendo herencia, residencia y la adopción de hijos. La realización de las marchas del orgullo a veces ha sido controversial.

## SigloXIX
En 1858, el Imperio Otomano, que estaba a cargo de lo que hoy en día es Israel y Palestina como parte de la división que se conocía como Siria Otomana, revocó la ley de sodomía en su código penal (artículo 198) siempre y cuando sea consensuada y sin involucrar a menores de edad.
Al principio de 1882, inmigrantes judíos askenazis del Imperio Ruso huyeron a la Palestina Otomana en una serie de olas migratorias buscando escapar del creciente antisemitismo en Rusia, alentados por la sugerencia de Peretz Smolenskin de hacer aliá masivamente. El llamado de Smolenskin a los judíos europeos podría verse como un precursor del sionismo de Theodor Herzl. No se sabe si el surgimiento de la homofobia comenzó con la llegada de colonos de Rusia, ya que el territorio del cual habían emigrado estaba poblado en gran parte por rasgos culturales homofóbicos. Sin embargo, dado que los judíos rusos estaban comenzando a integrarse recientemente en la sociedad rusa dominante, lejos de la zona de asentamiento, las percepciones que tenían de la homosexualidad probablemente hayan diferido drásticamente entre los intelectuales judíos y los clérigos religiosos cuando inmigraban y se establecían en zonas rurales.

## SigloXX

### Década de 1900 – década de 1950
El Mandato británico de Palestina fue otorgado a Gran Bretaña en 1923 después de la disolución del Imperio Otomano tras los eventos de la Primera Guerra Mundial.  Una vez que los británicos comenzaron a gobernar este nuevo territorio, se interesaron en la población de Palestina en términos de sexualidad y derechos sexuales. La participación británica comenzó impartiendo cuestionarios que interrogaban a la población palestina sobre sus prácticas sexuales, estableciendo lo que se consideraría antinatural e inmoral. Se reveló que en Palestina existían muchas formas de expresión sexual "antinatural", incluida la sodomía entre escolares y los actos de amor lésbico que se atribuían a influencias de países cercanos como Siria y Egipto. Aunque estos actos no eran considerados indecentes para Palestina, fueron considerados antinaturales e inmorales para sus colonizadores británicos. Por lo tanto, a lo largo del mandato británico de Palestina, Gran Bretaña incorporaría lentamente sus políticas homofóbicas en la vida de la población palestina. Hasta 1948, cuando el mandato británico se dividiría para otorgar tierras al pueblo judío, los líderes británicos alentarían la criminalización y el castigo de los actos sexuales que fueran determinados como antinaturales, inmorales o ambos. Antes de la intervención de Gran Bretaña y al comienzo de esta intervención, la población palestina sabía que existían en su sociedad actos de homosexualidad en lo que respecta a ambos géneros. Aunque consideraban que estos actos no eran naturalmente la norma, no los veían como una forma de vida inmoral. Después de la intervención británica, la población comenzaría a criminalizar estos actos y esta criminalización perduraría hasta el desarrollo del Estado israelí en 1948.
El gobierno recién formado de Israel continuó con la tradición británica, con la aplicación de sus leyes con respecto a la criminalización de las relaciones homosexuales, así como otros actos que el gobierno consideró inmorales o antinaturales, incluyendo actos de fluidez de género. En la década de 1950, una mujer israelí llamada Rina Natan fue arrestada por travestismo, lo que implicaba que vestía ropa femenina y era de género biológico masculino. El arresto se realizó por incumplimiento del orden público. Más tarde, el gobierno llegó a la conclusión de que no podían acusarla por llevar ropa de mujer y finalmente la liberaron. Después de su arresto, se volvió muy militante en la esfera política de Israel en lo que respecta a los derechos de género y transgénero, llegando incluso a ser conocida como la primera activista de derechos transgénero de Israel. Puntualmente, estaba protestando contra las políticas y leyes del gobierno israelí que le negaban el derecho al tratamiento así como los recursos adecuados para la transición del género masculino al femenino. Específicamente oponiéndose rotundamente a su cirugía de reasignación de sexo, el fiscal general Haim Cohn, quien en 1954 fue persistente en asegurarse de que Natan no pudiera someterse a cirugía. Dos años después, Natan se mutiló su genital masculino, con el que nació. Después de esto, los hospitales israelíes se vieron obligados a tratarla y Rina Natan se convirtió en la primera mujer transgénero de Israel. Después de su transición, Rina Natan fue considerada mujer en la sociedad, pero el gobierno israelí nunca cambió el nombre y el género en su pasaporte, el cual permaneció bajo su nombre de nacimiento, cuya identidad era masculina. Natan allanaría el camino para los derechos de género y transgénero en Israel. Ella le dio a los derechos de las personas transgénero una esfera de influencia en el activismo y sus acciones y su historia llevarían al gobierno israelí a reconocer y permitir legalmente la reasignación de sexo un tiempo después en 1986.

### Década de 1960
En 1960, Rina Ben-Menahem autopublicó su primer libro, "הדווקאים" (en español: eramos los otros), el cual se convertiría en el primer libro en idioma hebreo que describe la escena homosexual y lesbiana en Israel. Dicho material fue narrado en primera persona.
En 1963, el juez Cohn denunció las leyes de sodomía, afirmando que estaban desactualizadas y que los actos sexuales consensuales no eran criminales ni moralmente incorrectos. Al denunciar estas políticas, el juez Cohn disuadió a las autoridades de hacerlas cumplir.
En 1968, Amir Sharon abrió el primer bar gay de Tel Aviv en un apartamento privado. Después de esto, surgieron varias discos gais alrededor de las áreas metropolitanas israelíes.

### Década de 1970
En 1975, se establece la primera organización de Israel para proteger los derechos LGBT, llamada Aguda. “Alizada”, procedente del hebreo "feliz" (aliz) se convierte en la primera marcha del orgullo LGBT en Israel el 17 de septiembre de 1977.

### Década de 1980
Shulamit Aloni comienza a llamar la atención sobre los derechos LGBT en la ley israelí a principios de la década de 1980. En 1988, en virtud de la Enmienda 22 de la Ley Penal israelí, se despenalizaron las relaciones sexuales consentidas entre personas del mismo sexo. La década de 1980 también trajo protecciones contra la discriminación en el empleo para lesbianas y gais israelíes.

### Década de 1990
En 1992 se promulgó una legislación para prohibir la discriminación en el empleo por motivos de orientación sexual, con algunas excepciones para las organizaciones religiosas.
En 1993, el Parlamento israelí revisó las reglas militares para que los israelíes homosexuales, lesbianas y bisexuales pudieran servir abiertamente y en igualdad con sus homólogos heterosexuales; a los homosexuales se les ha permitido servir abiertamente en el ejército, incluidas las unidades especiales.
El primer desfile del Orgullo Gay en Tel Aviv tuvo lugar en 1993.
MK Yael Dayan pronuncia un apasionado discurso ante la Knesset por los derechos de gais y lesbianas en Israel, citando pasajes de la Torá sobre la relación de David y Jonatán.
En 1994 se legalizó por primera vez la convivencia no registrada.
En 1998, Dana International, una mujer trans, representó a Israel en el Festival de Eurovisión, ganando con su canción "Diva".

## SigloXXI

### Década de los 2000

#### 2000-2004

##### Derechos familiares y de parentesco
El 17 de marzo de 2002, un tribunal de familia israelí rechazó una solicitud de una pareja de lesbianas para que se declarara legal su unión. La pareja se unió en una ceremonia civil en Alemania. Las mujeres querían que el tribunal reconociera su pareja como un matrimonio civil, según la ley israelí. El tribunal dijo que, dado que las mujeres no están reconocidas como familia según la ley israelí, el tribunal no está autorizado a pronunciarse sobre el caso de ellas. Un abogado del gobierno a quien el tribunal le pidió que diera una opinión legal sobre el caso en nombre del gobierno israelí, dijo que el Estado se opuso a la concesión de la solicitud.
El 14 de diciembre de 2004, el Tribunal del distrito de Nazaret dictaminó que las parejas del mismo sexo tienen los mismos derechos que las parejas casadas en cuanto a derechos de herencia. Este fallo anuló un fallo del Tribunal de Familia según el cual un anciano de Kiryat Shemona no tenía acceso a los derechos conyugales. El hombre había buscado la propiedad de su pareja difunta, con quien vivió durante varias décadas. Los jueces de Nazaret dictaminaron que el término "hombre y mujer" tal como se detalla en la ley de herencia de Israel también incluye a las parejas del mismo sexo. Los jueces Nissim Maman y Gabriela Levy, quienes emitieron la opinión mayoritaria, basaron su decisión en una interpretación vaga del término "pareja/socio" tal como se define en otras sentencias judiciales, como las que se refieren a cuestiones relacionadas con beneficios a los empleados, y por lo tanto aplicaron la interpretación a la ley de sucesiones. El presidente en funciones del Tribunal de distrito de Nazaret, Menachem Ben-David, emitió la opinión minoritaria, argumentando que el texto legal no debe interpretarse "en contra del significado lingüístico". Un portavoz del gobierno dijo que el fallo será apelado.
En diciembre de 2004, el Tribunal de distrito de Tel Aviv dictaminó que el gobierno no puede deportar a la pareja colombiana de un israelí gay. El colombiano de 32 años ingresó a Israel con una visa de visitante que venció hace mucho tiempo y el Ministerio del Interior ordenó su deportación. Su pareja es un ciudadano israelí y soldado de las Fuerzas de Defensa de Israel. La pareja presentó una petición de emergencia ante el Tribunal de distrito de Tel Aviv. Los hombres estuvieron representados por la Asociación de Derechos Civiles de Israel. El juez Uzi Vogelman dictaminó que el gobierno había actuado ilegalmente al intentar deportar al hombre. En 1999, el fallo de la Corte Suprema estableció que el ministerio no podía deportar a ciudadanos extranjeros casados con ciudadanos israelíes. La decisión de Vogelman extiende esto para que se aplique a los matrimonios de derecho consuetudinario, incluidas las parejas del mismo sexo.
En marzo de 2008, el Ministerio del Interior de Israel otorgó a un palestino gay de Yenín un permiso de residencia poco común para vivir con la persona que había sido su pareja durante 8 años en Tel Aviv, después de que dijera que su sexualidad ponía en peligro su vida en Cisjordania.

##### Otros eventos
En 2001, se realiza la primera marcha del orgullo en Eilat.

#### 2005-2009

##### Derechos familiares y de parentesco
El 10 de enero de 2005, la Corte Suprema dictaminó que una mujer lesbiana pudiera adoptar legalmente a los hijos de su pareja, otra mujer lesbiana cisgénero. Durante los últimos 15 años Tal y Avital Jarus-Hakak han vivido juntas y han tenido un total de tres hijos. En noviembre de 2005, una decisión judicial pionera en Israel dictaminó que una mujer lesbiana podía adoptar oficialmente a un niño nacido de su pareja actual mediante inseminación artificial de un donante de esperma anónimo; este fallo se produjo a pesar de las protestas de los partidos parlamentarios judíos ortodoxos minoritarios.
Tras el fallo de la Corte Suprema, a una mujer lesbiana se le permitió adoptar a los hijos biológicos de su pareja el 12 de febrero de 2006. Antes de eso, solo era posible que a los homosexuales se les concediera la tutela de los hijos de sus parejas.
El 10 de marzo de 2009, el tribunal de familia de Tel Aviv dictaminó que el exmiembro de la Knesset Uzi Even y su pareja, Amit Kama, pudieran ambos adoptar legalmente a su hijo adoptivo de 30 años, Yossi, lo que los convierte en la primera pareja masculina del mismo sexo en Israel, cuyo derecho de adopción ha sido reconocido legalmente.
El 29 de enero de 2007, tras un fallo de la Corte Suprema que les ordenaba hacerlo, Jerusalén registró a su primera pareja gay, Avi y Binyamin Rose.

##### Eventos e incidentes
El 30 de junio de 2005, tuvo lugar la cuarta marcha anual del orgullo de Jerusalén. Originalmente había sido prohibida por una orden municipal que fue cancelada por el tribunal. Muchos de los líderes religiosos de las comunidades musulmana, judía y cristiana de Jerusalén habían llegado a un consenso descomunal para pedir al gobierno municipal que cancelara el permiso de marchar a los manifestantes. Durante el desfile, un judío ortodoxo, Yishai Schlissel, atacó a tres personas con un cuchillo y fue condenado a 10 años de prisión por el crimen.
Otro desfile, esta vez catalogado como un evento internacional, estaba programado para el verano de 2005, pero se pospuso hasta 2006 debido al estrés en las fuerzas policiales durante el plan de retirada unilateral israelí. En 2006, se pospuso nuevamente debido a la guerra entre Israel y Hezbolá. Estaba previsto que tuviera lugar en Jerusalén el 10 de noviembre de 2006 y provocó una ola de protestas de judíos ortodoxos en todo el centro de Israel.
La Policía Nacional de Israel había presentado una petición para cancelar el desfile debido a la fuerte oposición prevista. Posteriormente, se llegó a un acuerdo para convertir el desfile en una asamblea dentro del estadio de la Universidad Hebrea de Jerusalén. El 21 de junio de 2007, la organización de puertas abiertas de Jerusalén logró organizar un desfile en el centro de Jerusalén después de que la policía asignara miles de personas para asegurar el área general. El mitin planeado posteriormente fue cancelado debido a una huelga no relacionada de la brigada nacional de bomberos que impidió que se emitieran los permisos correspondientes.
En 2008, la ciudad de Tel Aviv inauguró el Centro Comunitario municipal LGBT, el primero de este tipo en el país.
En agosto de 2009, un atacante armado mató a tiros a dos personas e hirió a otras 15, en un ataque a un centro de lesbianas y gais en Tel Aviv. El incidente fue repudiado por muchas organizaciones y funcionarios gubernamentales, como el primer ministro de Israel, Benjamin Netanyahu y el presidente Shimon Peres.

## Década de 2010
En julio de 2015, Yishai Schlissel, un judío ortodoxo liberado de prisión después de pasar 10 años en la cárcel por apuñalar a participantes en la marcha del orgullo de 2005 en Jerusalén, volvió a atacar, esta vez a seis manifestantes con un cuchillo. Una de las víctimas, una adolescente llamada Shira Banki, murió a causa de las heridas. Una plaza central de Jerusalén pasó a llamarse "Plaza de la Tolerancia" en memoria de Banki.